# Ułus anabarski
Ułus anabarski (ros. Анаба́рский улу́с/район; jakuc. Анаабыр улууһа) – administracyjno-terytorialna jednostka (ułus, rejon) w Jakucji, w Rosji. Stolicą ułusu jest Saskyłach, funkcję prezydenta sprawuje Iwan Iwanowicz Siemionow.

## Geografia
Przez rejon przepływają rzeki Anabar oraz Uelie. Na terytorium rejonu znajduje się wiele jezior.
Do rejonu należą miejscowości:
- Saskyłach
- Ebeljach
- Jurjung-Haja

## Demografia
W 1970 roku rejon liczył 1906 mieszkańców, w 2002 roku 4024 mieszkańców, a w 2018 roku – 3567 mieszkańców.
| № | Narodowości | Liczba ludności (2010) | % ludności |
| - | ----------- | ---------------------- | ---------- |
|   | Łącznie     | 3501                   | 100,00%    |
| 1 | Dołganie    | 1484                   | 42,39%     |
| 2 | Ewenkowie   | 796                    | 22,74%     |
| 3 | Jakuci      | 756                    | 21,59%     |
| 4 | Eweni       | 225                    | 6,43%      |
| 5 | Rosjanie    | 130                    | 3,71%      |
| 6 | Ukraińcy    | 33                     | 0,94%      |
| 7 | inni        | 76                     | 2,17%      |

Miejscowość Jurjung-Haja, jako jedyna w całym rejonie, jest zamieszkana w większości przez Dołgan.